# الکساندر استفان (بازیکن فوتبال)
الکساندر استفان (انگلیسی: Alexander Stephan؛ زادهٔ ۱۵ سپتامبر ۱۹۸۶) بازیکن فوتبال اهل آلمان است.
از باشگاه‌هایی که در آن بازی کرده‌است می‌توان به باشگاه فوتبال نورنبرگ اشاره کرد.
وی همچنین در تیم ملی فوتبال جوانان آلمان بازی کرده‌است.